# Vladimír Šindler
Vladimír Šindler (* 6. dubna 1971, Plzeň) patřil během své aktivní kariéry mezi nejúspěšnější a nejzkušenější české hokejové rozhodčí a mezi nejuznávanější mezinárodní rozhodčí . S počtem zápasů na MS, OH i v ELH, které coby arbitr rozhodoval, si tuto pozici drží i po ukončení své kariéry.
Na dráhu rozhodčího se vydal v 17 letech poté, co skončil s hokejem, kterému se coby hráč věnoval od svých 4 let. Jako každý nováček v pruhovaném začal od žákovských kategorií v Plzeňském kraji a postupně se velice rychle vypracoval až k seniorským kategoriím.
Do extraligy vstoupil již ve svých 25 letech, a to v sezóně 1996/97 zápasem HC České Budějovice - HC Oceláři Třinec. Debut na mezinárodním poli si odbyl na přelomu roku 1998/99, kdy rozhodoval zápasy na MS do 20 let. Toto MS se mu podařilo natolik, že tím raketově odstartoval svoji úspěšnou mezinárodní kariéru, během které absolvoval 7 utkání na OH, 74 utkání na MS, 32 utkání na MS do 20 let a více než 130 mezinárodních utkání v rámci jiných turnajů. Nabídku stát se profesionálním rozhodčím poprvé v roce 2005 odmítl, ale hned následující sezónu ji přijal a začal se tak profesně věnovat jen hokeji. V roce 2015 se zúčastnil svého již dvanáctého mistrovství světa, což spolu se všemi předchozími mezinárodními turnaji a šampionáty nemá obdoby, a to nejen v České republice.
Snad nejklíčovější situace nastala na MS 2003 ve Finsku, kdy rozhodoval dnes již legendární finálový zápas Kanada–Švédsko. V prodloužení tohoto utkání využil videotechniku ve sporném momentu, kdy kanadský útočník Anson Carter vstřelil vítězný gól, který byl uznán až po sedmiminutové konzultaci s českým videorozhodčím Pavlem Halasem. Tento okamžik byl zařazen do top 100 příběhů od roku 1908, kdy vznikla IIHF, a zápas byl označen za nejdramatičtější finále všech dob.
Svoji mimořádnou kariéru zakončil Vladimír Šindler 3. května 2016 zápasem Česká republika - Kanada. Od roku 2015 působil jednu sezónu coby Manažer rozhodčích ČSLH a vedoucí Akademie rozhodčích, kdy se mimo jiné podílel na výchově a mentoringu nových sudích. V roce 2016 pak přijal nejvyšší post - post předsedy Komise rozhodčích ČSLH , kdy nahradil tehdejšího předsedu Pavla Halase, který v této funkci působil od sezony 1998/99. Nadále se tak věnuje vedení nejen svých bývalých kolegů, ale i těch úplně začínajících.
V roce 2025 vstoupil do klubu legend české extraligy 
|                | Účast                                                                 | Počet zápasů         |
| -------------- | --------------------------------------------------------------------- | -------------------- |
| Olympijské hry | 2006, 2014                                                            | 7                    |
| MS             | 1999, 2000, 2001, 2002, 2003, 2004, 2005, 2009, 2010, 2011,2014, 2015 | 74 (z toho 2 finále) |
| MS do 20 let   | 1999, 2003, 2004, 2007, 2008, 2010, 2012                              | 32                   |
| ELH            | 1996-2016                                                             | 870                  |

## Videa
- Den s Vladimírem Šindlerem na MS 2015 v Praze
- Zóna 5 - rozhovor s Vladimírem Šindlerem a Josefem Řezníčkem
- Rozhovor s Vladimírem Šindlerem v rámci MS 2016 v Moskvě a Petrohradu

## Články a rozhovory
- Rozhovor pro Český rozhlas 2/2006
- Článek sport.cz 2/2006
- Rozhovor pro hokejovyrozhodci.wordpress.com
- Článek E15 6/2010
- Rozhovor pro Český rozhlas 5/2011
- Rozhovor pro ČD 5/2011  Archivováno 29. 7. 2020 na Wayback Machine.
- Rozhovor pro deník.cz 7/2012
- Rozhovor pro hokej.cz 3/2015
- Článek Deník 5/2015
- Článek hokej.cz 5/2015